# Рангпур (фрукт)
Рангпур (лат. Citrus × limonia или Citrus reticulata × medica) , иногда называемый лаймом рангпур, мандарин-лаймом или лемандарином, представляет собой гибрид мандарина и цитрона. 

## Характеристика
Рангпур — цитрусовый фрукт с очень кислым вкусом, оранжевой кожурой и мякотью. Средний диаметр плодов — 5 см. Высота деревьев — от 3 до 7 метров. Вероятная родина рангпура — Индия. В Японии известен под названием «хайм», в Бразилии — под названием «краво». 

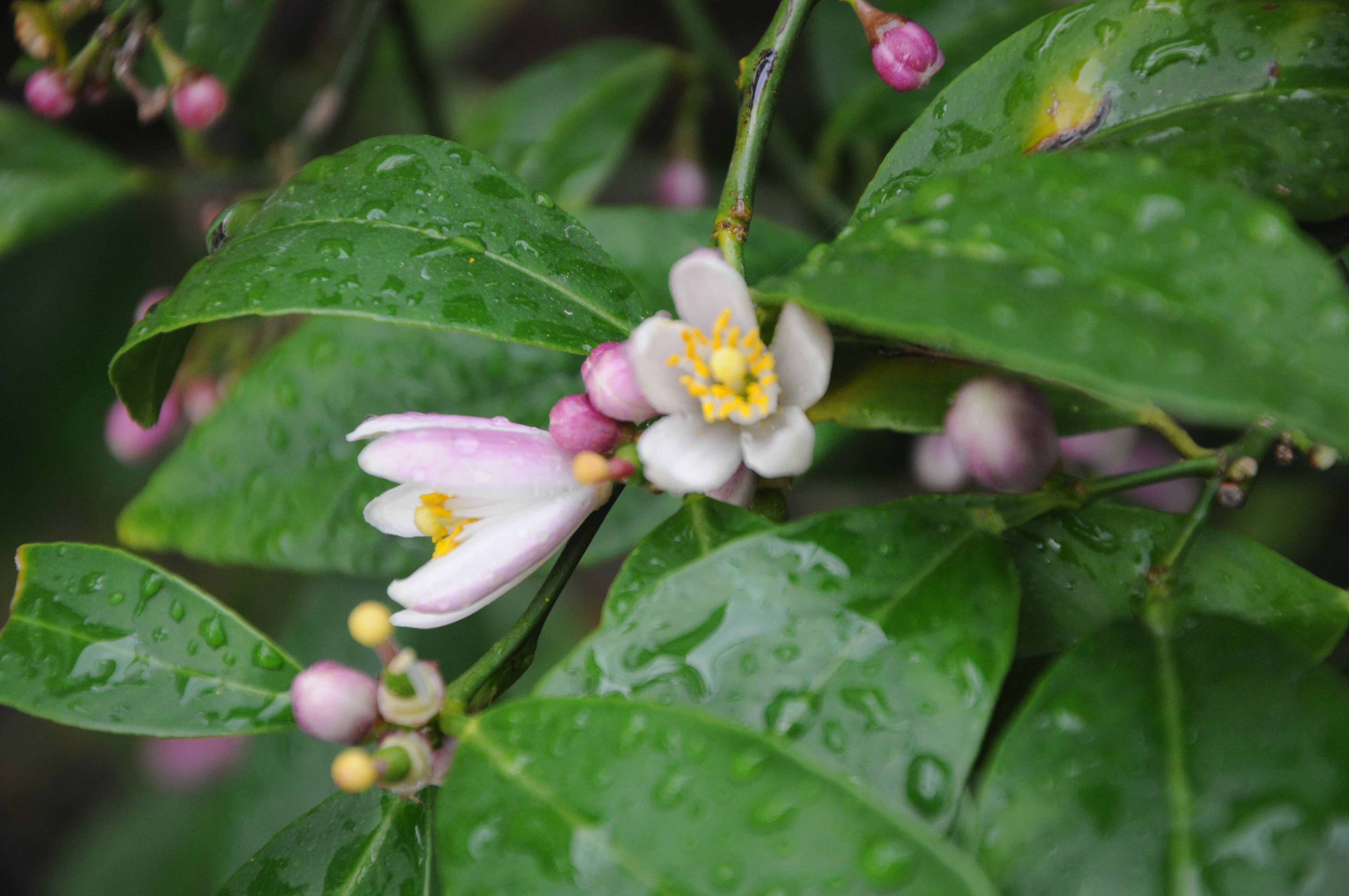
Цветок рангпура

Деревья, как правило, среднего размера, крона раскидистая с поникающими тонкими ветками. Шипы небольшие, редкие. Листья темно-зеленые, похожие на листья мандарина. Молодые побеги слегка фиолетового оттенка. Цветки мелкие, бутоны и лепестки фиолетового оттенка. Плодоношение обильное, сроки созревания — с ноября до начала весны. 
Применяется как подвой цитрусовых культур, в ряде стран его возделывают для получения плодов. Плоды кислые, кожура тонкая, легко отделяется. Кожура и мякоть тёмно-оранжевые. Для рангпура характерна засухоустойчивость, высокая урожайность.

## Применение
Рангпур считается одним из лучших плодов для изготовления мармелада в регионах, где он выращивается. В США Рангпур широко используется в качестве декоративных элементов ландшафтного дизайна и в качестве подвоя для других цитрусовых — во многом это объясняется тем, что он легко размножается черенкованием и быстро восстанавливается при повреждениях корневой системы. Также рангпур может использоваться вместо лайма за счет своего кислого вкуса.
Производители цитрусовых используют по крайней мере три различных клонов Рангпура в качестве подвоя: Лимейра, Татуатиринга (названные в честь двух городов в штате Сан-Паулу, Бразилия) и Санта-Барбара (в Калифорнии) .

## Использование в медицине
Плоды и кожура рангпура используются в медицине: листья, корни и кожура плодов обладают антибактериальными и смягчающими свойствами. Они используются в отварах для лечения кашля, боли в горле, одышки, головной боли, офтальмологии, мастита, галактофорита, анорексии, рвоты и даже укусов змей. Пар от кипящего отвара свежих листьев вдыхается для лечения насморка и облегчения симптомов гриппа. 
Рангпур богат витамином С, флавоноидами, кислотами и эфирными маслами. Плоды также содержат кумарины, такие как бергаптен, который повышает чувствительность кожи к солнечному свету. Бергаптен иногда добавляют в препараты для загара, поскольку он способствует пигментации кожи, хотя у некоторых людей он может вызывать дерматит или аллергические реакции. Недавно рангпур стал применяться в косметологии в качестве источников антиоксидантов и химических эксфолиантов.